# Ågestasjön
Ågestasjön är en sjö i Ågesta, Huddinge kommun, Stockholms län som ingår i Tyresåns huvudavrinningsområde. Sjön har en area på 0,35 kvadratkilometer och ligger 20,1 meter över havet. Förleden åg är ett gammalt ord för säv och vass och troligen var sjön rik på åg. Enligt Huddinge Hembygdsförening kommer sig namnet från Åkes sta. Enligt Ågesta Gårds wikipediaartikel skrevs namnet första Agastum. Sjön ingår i sin helhet i Orlångens naturreservat.

## Beskrivning
Det är en grund och näringsrik slättsjö med en stor biologisk mångfald. Ågestasjön med närliggande våtmarker är klassade som fågelskyddsområde sedan 1976. Sjön har sitt utflöde till Magelungen via Norrån och sina inflöden genom Orlångsån, Trehörningsån och Söderån.

## Bilder

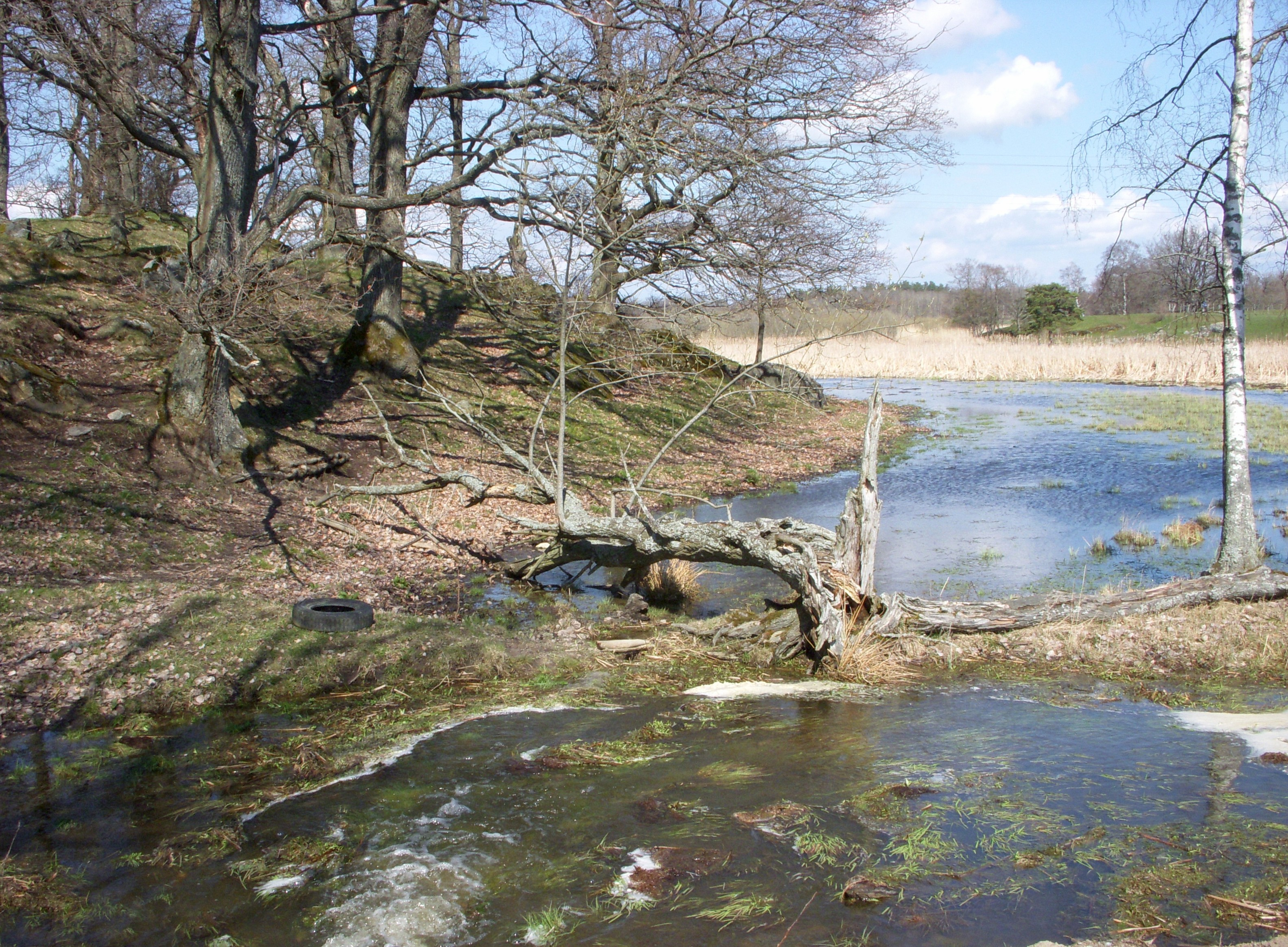
Söderåns utlopp till Ågestasjön.
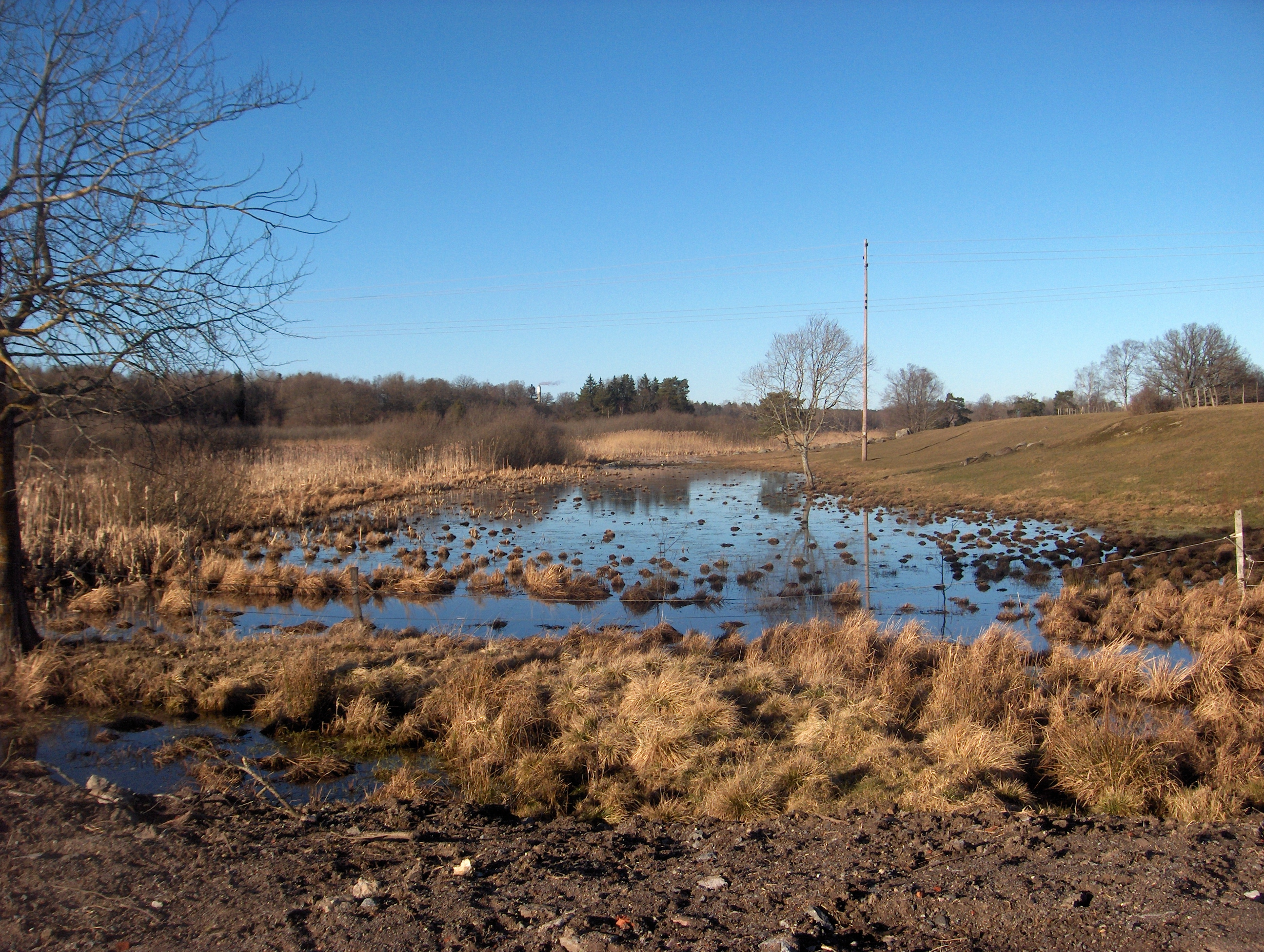
Sett från Pumphusängen.
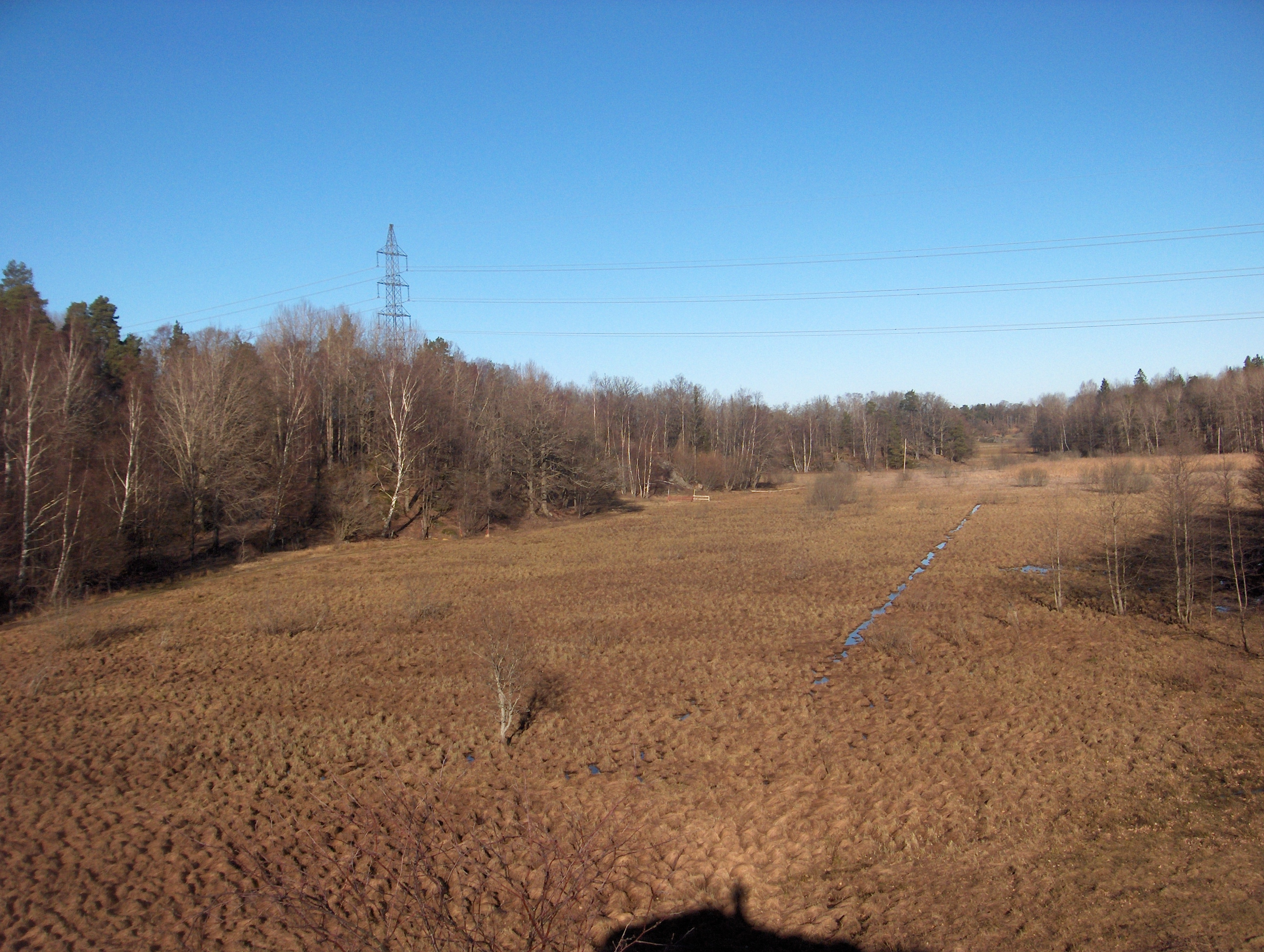
Sankäng vid Ågestasjön.
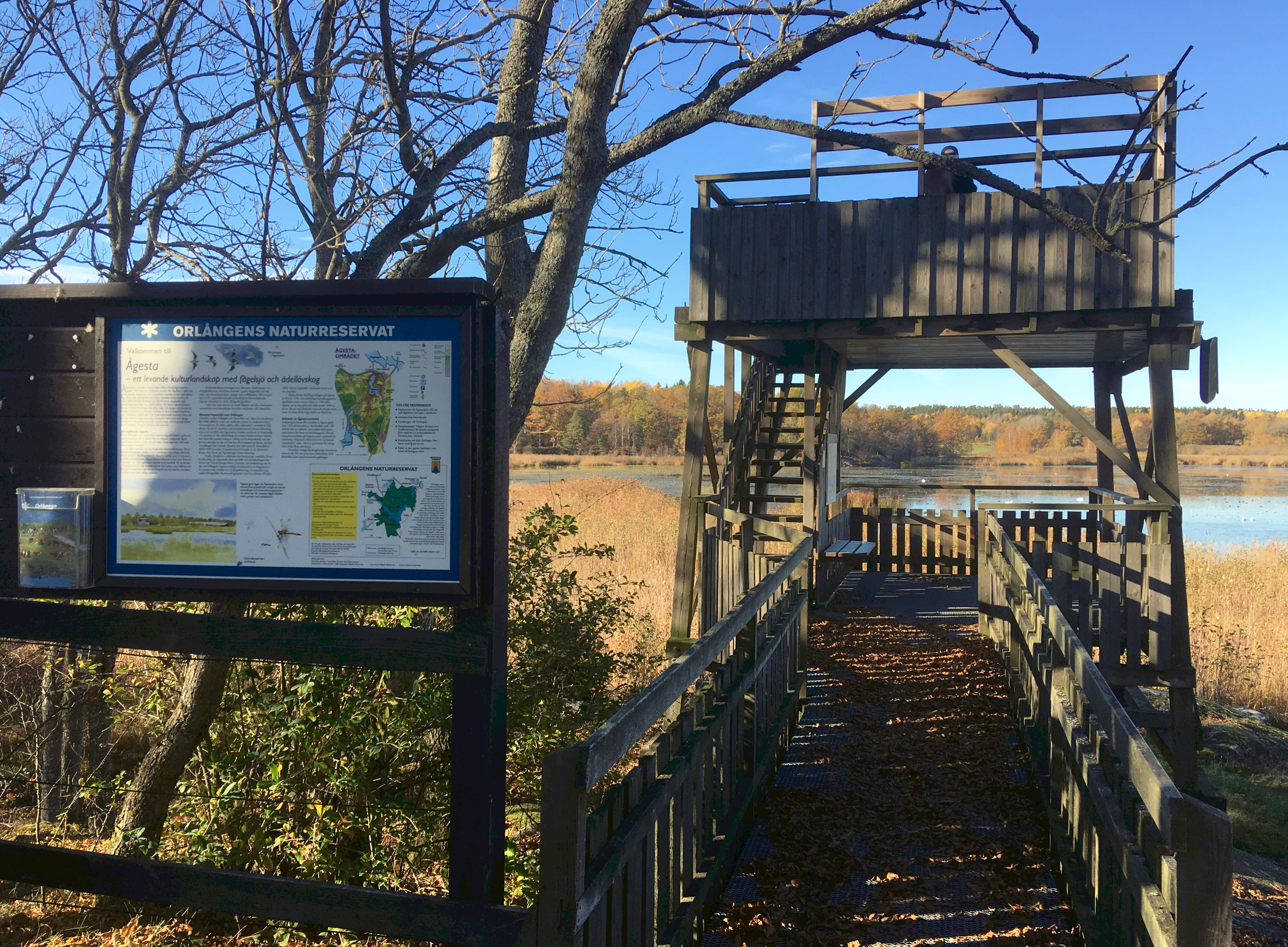
Fågeltornet.
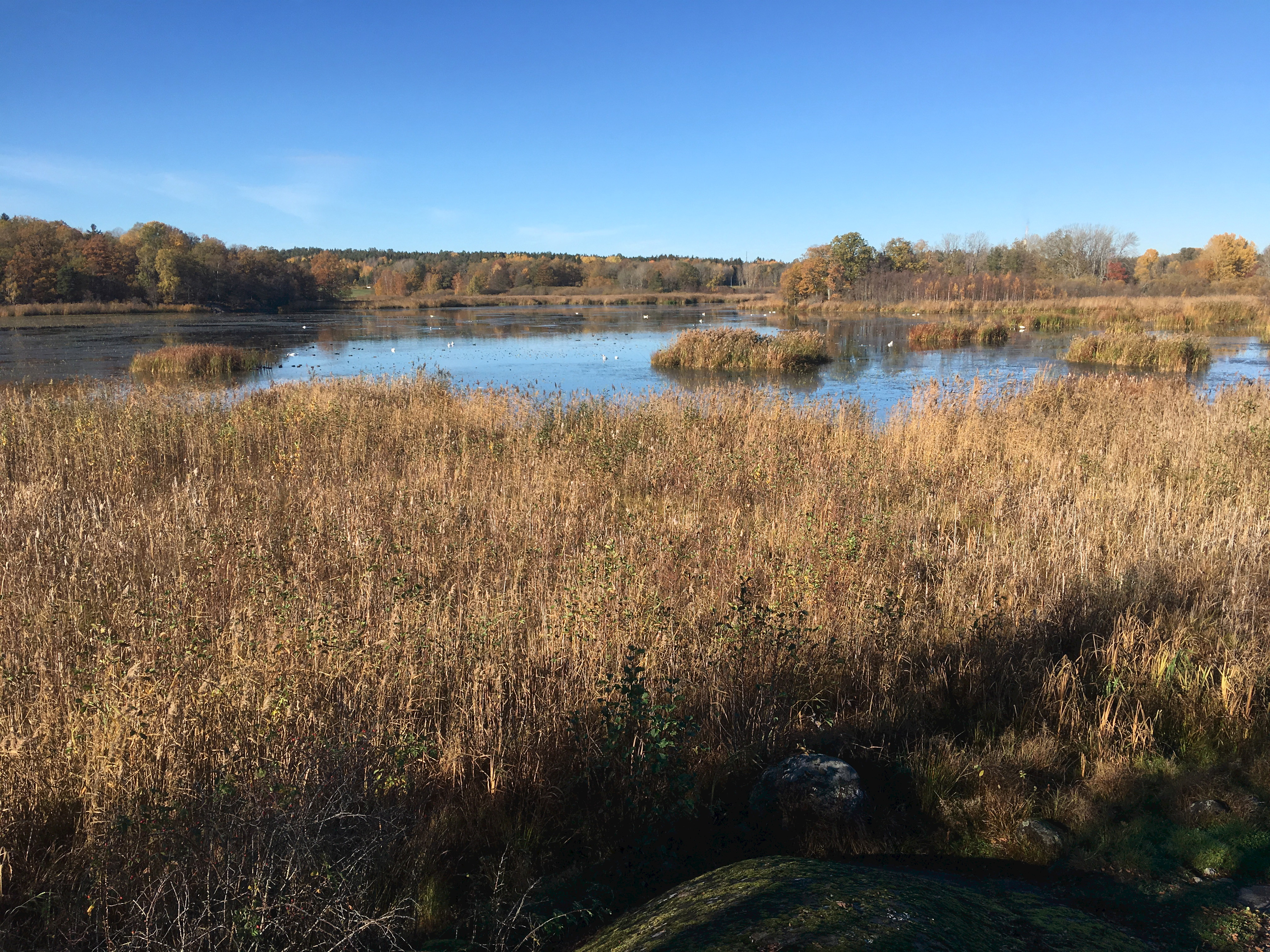
Sjön på hösten sedd från fågeltornet.
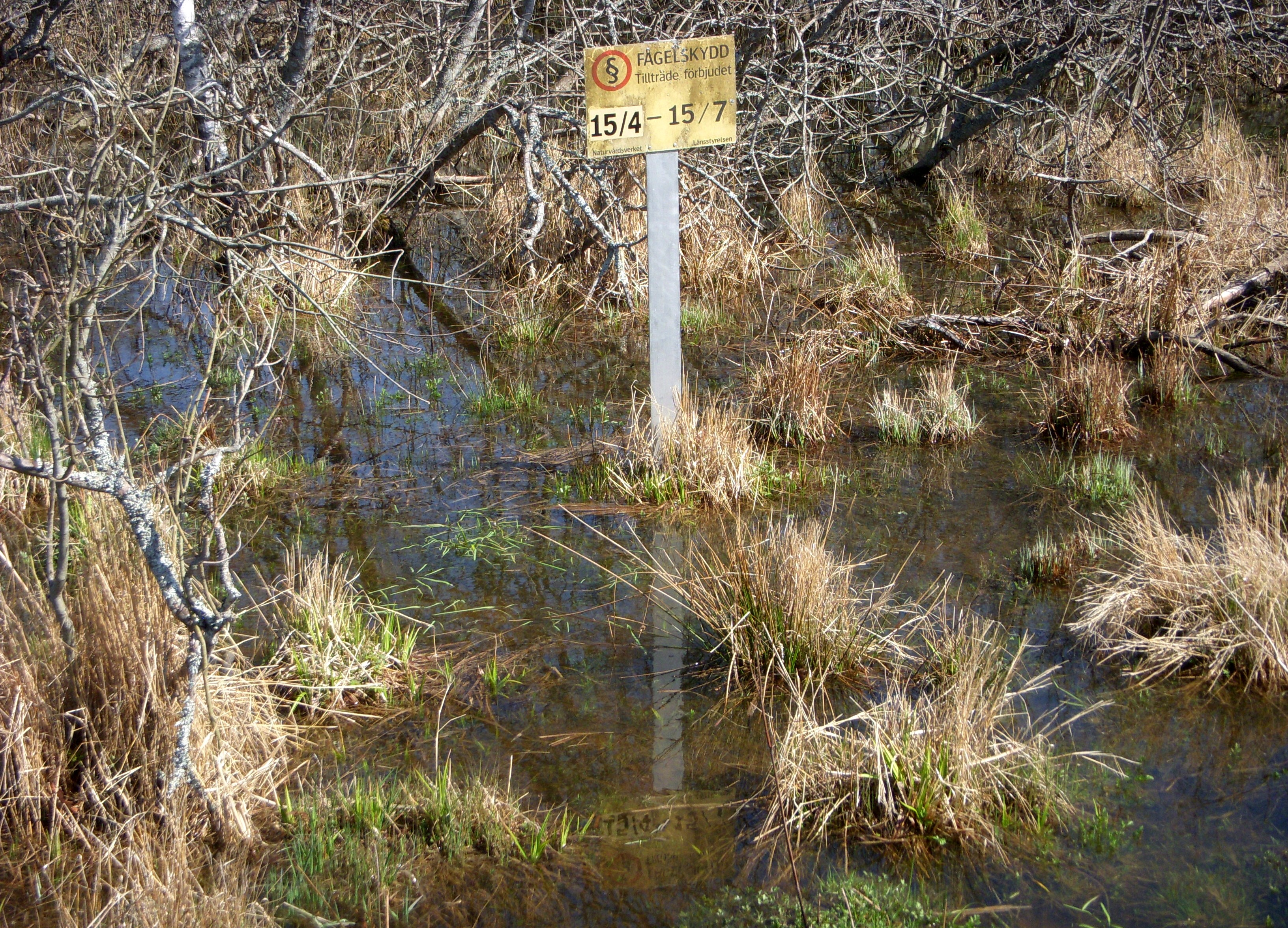
Fågelskyddsområdet 15/4 till 15/7.

## Delavrinningsområde
Ågestasjön ingår i delavrinningsområde (656971-162951) som SMHI kallar för Inloppet i Magelungen. Medelhöjden är 29 meter över havet och ytan är 2,89 kvadratkilometer. Räknas de 4 avrinningsområdena uppströms in blir den ackumulerade arean 72,87 kvadratkilometer. Avrinningsområdets utflöde Tyresån (Kålbrinksströmmen) mynnar i havet. Avrinningsområdet består mestadels av skog (25 procent), öppen mark (23 procent) och jordbruk (33 procent). Avrinningsområdet har 0,33 kvadratkilometer vattenytor vilket ger det en sjöprocent på 11,3 procent. Bebyggelsen i området täcker en yta av 0,24 kvadratkilometer eller 8 procent av avrinningsområdet.